# Dayanita Singh

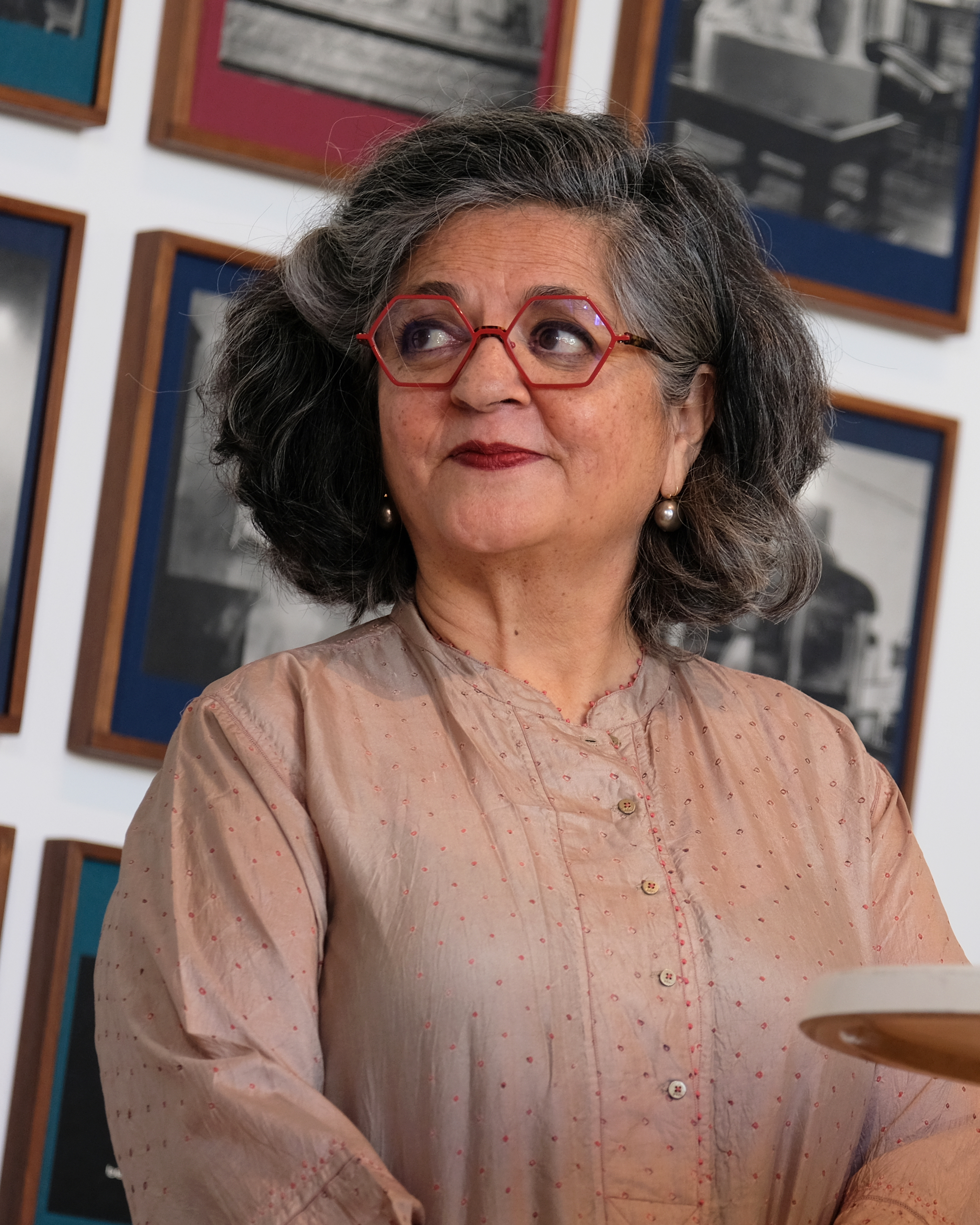
Dayanitha Singh in der Villa Stuck, 2022

Dayanita Singh (* 1961 in Neu-Delhi, Indien) ist eine indische Fotografin. Typisch für Singh sind Schwarzweißaufnahmen, die als Sequenzen in Buchobjekten, Schachteln oder Fotowänden organisiert sind. Sie arbeitet oft dokumentarisch und fotografiert Freunde und Weggefährten, Familien oder leere Räume.

## Leben und Werk
Singh wurde 1961 als älteste von vier Schwestern in Neu-Delhi geboren. Ihre Mutter Nony fotografierte viel und hielt das Familienleben in zahllosen inszenierten und idealisierten Aufnahmen fest. Die Fotografien der Mutter, in Alben geordnet oder unter Glasplatten auf Tischen präsentiert, waren fester Bestandteil des Familienalltags. Als Kind empfand Dayanita Singh das ständige Fotografieren der Mutter als lästig. Dennoch entschloss sie sich als junge Frau, Fotografin zu werden, um abseits von gesellschaftlichen Erwartungen ein freies Leben führen zu können.
Singh studierte in den Jahren von 1980 bis 1986 Visuelle Kommunikation am National Institute for Design in Ahmedabad im Bundesstaat Gujarat. Im Rahmen des Studiums an der renommierten Schule, die der Lehre des Bauhauses, der Moderne und der Avantgarde verpflichtet ist, besuchte sie eine Klasse für Buchgestaltung. 1986 veröffentlichte sie, noch als Studienarbeit, einen Fotoband über den indischen Tablaspieler Zakir Hussain, den sie jahrelang auf Tour begleitet hatte. In diesem Buch wird der dokumentarische Stil sichtbar, der typisch für Singhs frühe Arbeiten ist. In den abgebildeten Porträts zeigt sich Singhs Interesse an Körpern, Bewegung und menschlichen Beziehungen.
1987 überredete Singh ihre Mutter, ihr mit dem für ihre Mitgift gedachten Geld ein Studium am International Center of Photography in New York zu finanzieren. So konnte Singh nach New York ziehen, um Dokumentarfotografie und Fotojournalismus zu studieren. Außerdem absolvierte sie ein Praktikum bei Mary Ellen Mark. In den späten 1980er Jahren arbeitete Singh als Fotojournalistin für internationale Zeitschriften wie Newsweek, The New Yorker, India Magazine, das SZ-Magazin und Time. Viele dieser Arbeiten sind Schwarzweißfotografien, befassen sich mit ihrer Heimat und porträtieren die indische Mittel- und Oberklasse.
In den 1990er Jahren wandte sie sich desillusioniert vom Fotojournalismus ab und begann, verstärkt eigene künstlerische Projekte zu verfolgen. Zu dieser Zeit waren das hauptsächlich Bilder von Familien und von leeren Räumen. Ein Stipendium der Andrea Frank Foundation erlaubte es ihr 1997, sich weiterhin den Familienfotos zu widmen und den Familien Abzüge der Fotografien zu schenken.
1989 lernte Singh während einer Reportage die Hijra Mona Ahmed kennen. Ahmed, die 2017 verstarb, wurde Singhs Freundin, Muse und Wegbegleiterin. Singh fotografierte Ahmed, Ahmed arbeitete an Singhs Werken über sie mit. So verfasste Ahmed Texte zu Singhs Buch Myself Mona Ahmed, das 2001 erschien. Im Zuge dieser Publikation kam Singh in Kontakt mit dem deutschen Verleger Gerhard Steidl, mit dem sie seither regelmäßig zusammenarbeitet. 2021 veröffentlichte Singh die Mona Montages, elf analoge Fotomontagen, in deren Zentrum Mona Ahmed steht.
Singh versteht sich als Büchermacherin, die mit Fotos arbeitet und als Archivarin. Sie organisiert die für sie charakteristischen Schwarzweißaufnahmen in Teakholzgebilden, die einer Spanischen Wand gleichen, in Sammelschachteln oder in Buchobjekten. Wichtig ist ihr dabei nicht das einzelne Bild, sondern die ganze Sequenz, deren Reihenfolge flexibel bleiben soll. Sie meidet den Kunstmarkt und vertreibt ihre Werke direkt, z. B. bei Veranstaltungen, über ihre Londoner Galerie, oder als Buchobjekte.
Das Fotografieren ist für Singh ein körperlicher, bewegungsorientierter Prozess. Früher habe sie meist mit einer Hasselblad-Kamera gearbeitet, die sie vor den Bauch gehalten habe, ihre Beine habe sie sozusagen als Stativ benutzt, so sei sie um das Motiv herumgetanzt und habe Augenkontakt mit den Menschen halten können, die sie fotografiert habe. Sie beschrieb die Kamera auch als ihre „dritte Brust“.
Ihre Werke finden sich u. a. in den Sammlungen des MoMa, der National Gallery of Modern Art in Neu-Delhi und in der Tate Modern. Dayanita Singh lebt und arbeitet in Neu-Delhi.

## Ehrungen und Auszeichnungen
- 2008: Prinz-Claus-Preis
- 2008: Gardner Photography Fellow des Peabody Museum of Archaeology and Ethnology, Harvard University, Cambridge (Massachusetts), USA.
- 2022: Hasselblad Foundation Award

## Ausstellungen (Auswahl)
Einzelausstellungen

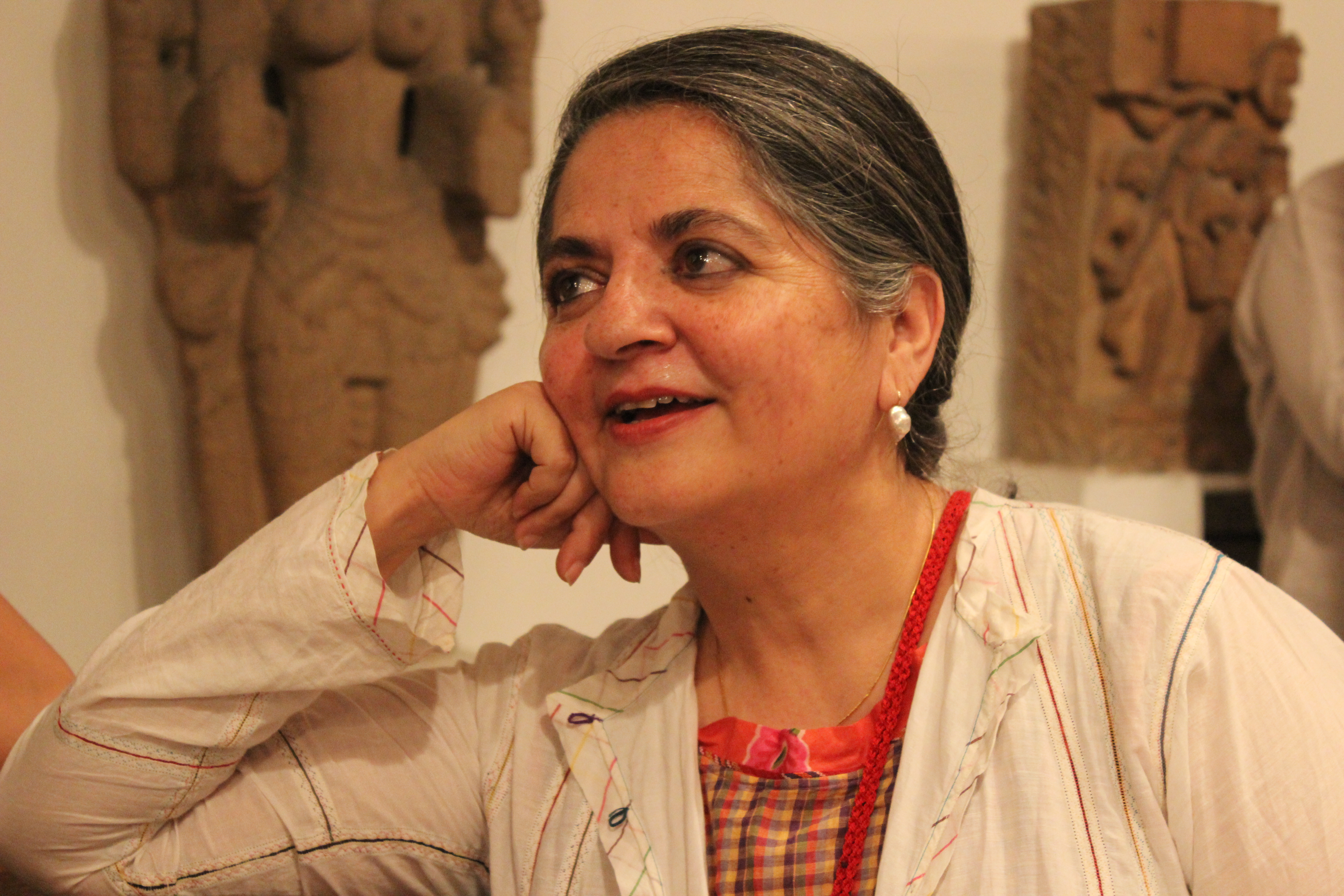
Dayanita Singh im Nationalmuseum Neu-Delhi, 2014

- 1997: Images from the 90s, Scalo Galerie, Zürich
- 1998: Family Portraits, Gallery Nature Morte, New Delhi
- 2000: Demello Vado, Saligao Institute, Goa
- 2001: Empty Spaces, Frith Street Gallery, London
- 2002: I am as I am. Myself Mona Ahmed, Scalo Galerie, Zürich
- 2003: Dayanita Singh: Privacy, Hamburger Bahnhof, Berlin
- 2006: Go Away Closer. Gallery Nature Morte, New Delhi
- 2007: Go Away Closer, Kriti Gallery, Banaras
- 2010: Dayanita Singh – Photographs 1989–2010, Huis Marseille, Amsterdam
- 2012: Dayanita Singh: File Room, Frith Street Gallery, London[12]
- 2012: Dayanita Singh. The Adventure of a Photographer , Bildmuseet Umeå, Umeå, Schweden.
- 2014: Dayanita Singh. The Art Institute of Chicago.[13]
- 2014: Building the Book Museum: Photography, Language, Form, Nationalmuseum Neu-Delhi, Neu-Delhi, Indien.
- 2014: Dayanita Singh. Go Away Closer. Museum für Moderne Kunst 3, Frankfurt am Main.[14]
- 2014: Dayanita Singh: A Book Story. Goethe-Institut, Mumbai.
- 2015: Dayanita Singh: Museum of Chance, Goethe-Institut/Max Mueller Bhawan, Neu-Delhi.
- 2022: Dayanita Singh: Dancing with my Camera, Gropius-Bau, Berlin und Villa Stuck, München[4]
- 2024: Dayanita Singh: Photo Lies, Jehangir Nicholson Art Foundation, Mumbai[15]
- 2024: Museum of Tanpura, Indian Museum, Kolkata. Im Rahmen der Bengal Biennale[16]

Gruppenausstellungen
- 1997: India – A Contemporary View, Asian Art Museum, San Francisco, Kalifornien
- 1999: Inferno and Paradiso, Bildmuseet Umeå, Umeå, Schweden
- 2000: Century City, Tate Modern, London
- 2003: Architektur der Obdachlosigkeit, Pinakothek der Moderne, München
- 2004: Ten Commandments, Stiftung Deutsches Hygiene-Museum, Dresden
- 2006: The Eighth Square, Museum Ludwig, Köln
- 2007: Private/Corporate, Daimler Kunstsammlung, Berlin
- 2011: Paris-Delhi-Bombay, Musée National d’Art Moderne, Paris
- 2013: Biennale di Venezia, Deutscher Pavillon, Venedig
- 2022: Book Building bei Printing Futures, Kunsthaus Göttingen
- 2024: Parallel Cities II, Galerie Nature Morte, Mumbai[17]

## Veröffentlichungen
- 1986: Zakir Hussain. Himalayan Books, Neu-Delhi.
- 2001: Myself Mona Ahmed. Scalo Verlag, Zürich / New York City.
- 2003: Privacy. Steidl Verlag, Göttingen, ISBN 3-88243-962-9.
- 2005: Chairs. Steidl Verlag, Göttingen.
- 2007: Go Away Closer. Steidl Verlag, Göttingen.
- 2008: The Home and the World, Steidl, Göttingen, 2008, ISBN 978-3-86521-683-0. Ausstellungskatalog.
- 2010: Dream Villa. Steidl Verlag, Göttingen, ISBN 978-3-86521-985-5.
- 2013: File Room. Steidl Verlag, Göttingen, ISBN 978-3-86930-542-4.
- 2014: Museum of Chance; Text Aveek Sen, Steidl, Göttingen 2014, ISBN 978-3-86930-693-3.[18]
- 2017: Museum Bhavan. Steidl Verlag, Göttingen, ISBN 978-3-95829-161-4.
- 2019: Zakir Hussain Maquette. Steidl Verlag, Göttingen. ISBN 978-3-95829-623-7.
- 2022: Let's See. Steidl Verlag, Göttingen, ISBN 978-3-96999-008-7.
- 2022: Book Building. Steidl Verlag, Göttingen, ISBN 978-3-95829-908-5.